# 亨利·普罗克特
亨利·普罗克特（英語：Henry Proctor，1929年10月19日—2005年4月13日），美国男子赛艇运动员。他曾代表美国参加1952年夏季奥林匹克运动会赛艇比赛，获得男子八人单桨有舵手金牌。